# Wytch Farm

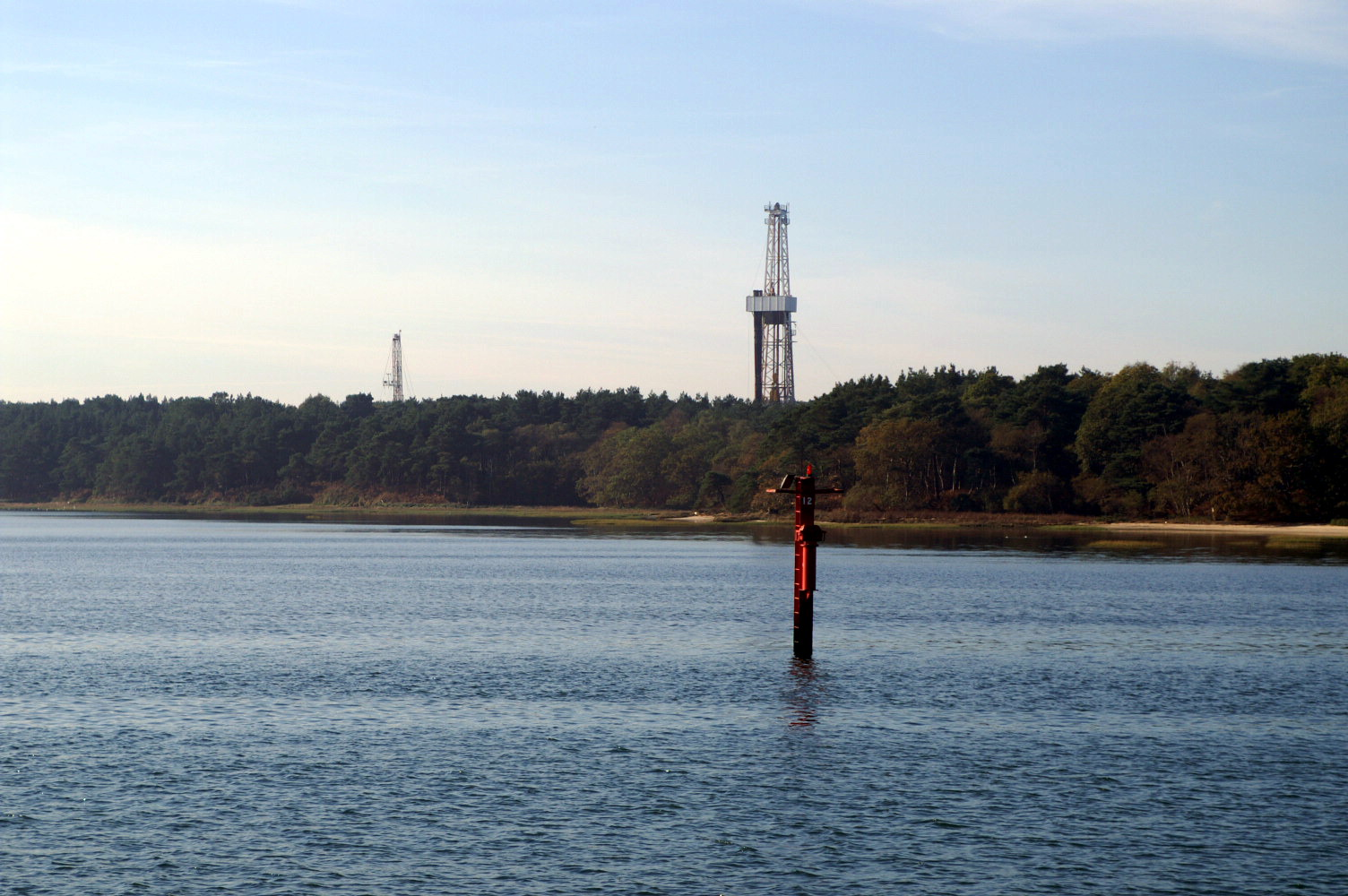
Pozo petrolífero en Goathorn Peninsula, Poole Harbour.

Wytch Farm es un campo petrolífero y una instalación para el procesado del petróleo y el gas natural ubicada en el distrito de Purbeck (Dorset, Inglaterra). Constituye el campo petrolífero situado en tierra firme más grande en toda Europa. Las instalaciones, operadas por BP, se hallan ocultas dentro de un bosque de coníferas en Wytch Heath, sobre la orilla meridional del Puerto de Poole, unos tres kilómetros al norte de Corfe Castle. A través de oleoductos y gasoductos, el petróleo y el gas son exportados.
El campo fue descubierto por British Gas plc en diciembre de 1973 y la producción petrolera comenzó en 1979. Como parte del proceso de privatización de British Gas en la década de 1980, Wytch Farm fue vendida a BP, la cual comenzó a operarla en 1984.